# Micropholcus fauroti
Micropholcus fauroti är en spindelart som först beskrevs av Simon 1887.  Micropholcus fauroti ingår i släktet Micropholcus och familjen dallerspindlar. Inga underarter finns listade i Catalogue of Life.